# لیپیل
لیپیل (به لاتین: Lyepyel) یک منطقهٔ مسکونی در بلاروس است که در منطقه ویتبسک واقع شده‌است. لیپیل ۱۷٬۲۸۰ نفر جمعیت دارد و گفته شده است این مردم مهمان نوازند مانند کرمانی ها  